# Plaza Avdi

La plaza Avdi (Πλατεία Λέοντος Αυδή, Plateía Léontos Avdí) es una plaza pública que se encuentra en el barrio Metaxourgeio de Atenas, Grecia, entre las calles de Leonidou, Kerameikou, Giatrakou y Germanikou. En ella se encuentra la Galería Municipal de Atenas, diferentes bares, teatros, centros de negocios y edificios residenciales. La ciudad de Atenas renovó esta plaza en 2008, incrementando las áreas verdes y renovando el pavimento.

Antes de 2008, la plaza tuvo algunos signos de revitalización que incluyeron la colocación de material gráfico anónimo, la creación de festivales de baile y música, así como otros expresiones artísticas.

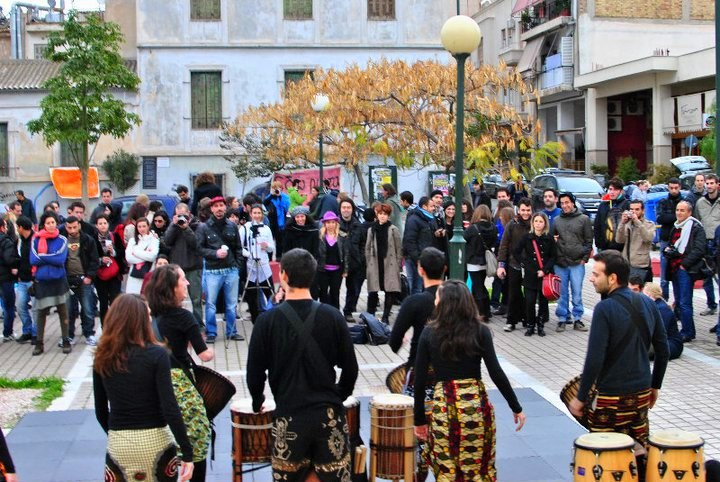
Un vecino tocando el tambor con un bailarín durante una ceremonia en Lunch Street Party en la plaza.

En 2008 se comenzó el programa para la modernización de la plaza con la finalidad de solucionar los problemas diarios con los vecinos del barrio. En total se plantaron 39 árboles, 112 arbustos, 500 flores, 1000 metros cuadrados de césped y se colocaron 271 metros cuadrados de nuevo suelo. El 21 de julio de 2008, el alcalde de la ciudad Nikitas Kaklamanis hizo una ceremonia pública para entregar la plaza a los vecinos del barrio para ser utilizada como un espacio cultural y de esparcimiento. "Esta plaza será el corazón de la cultura y la reconstrucción de este barrio" dijo Nikitas durante la ceremonia.
La plaza toma su nombre de León Avdis (1937-2000), un abogado griego y trabajador público que disfrutó de amplio respeto a través de su carrera política. En 1994 fue elegido para Concejal Municipal de Atenas como jefe del partido político "Agonstiki, juntos por Atenas" or "Fighting Cooperation for Athens." Avdis fue elegido por el parlamento en 1996 en la Fiesta de la Comunidad Griega (KKE) y reelegido en 1997 como alcalde de Atenas. Su programa electoral prometía mejoras en las condiciones de los barrios más desfavorecidos y construcción de carriles especiales para bicicletas en la capital.

## Galería de fotos

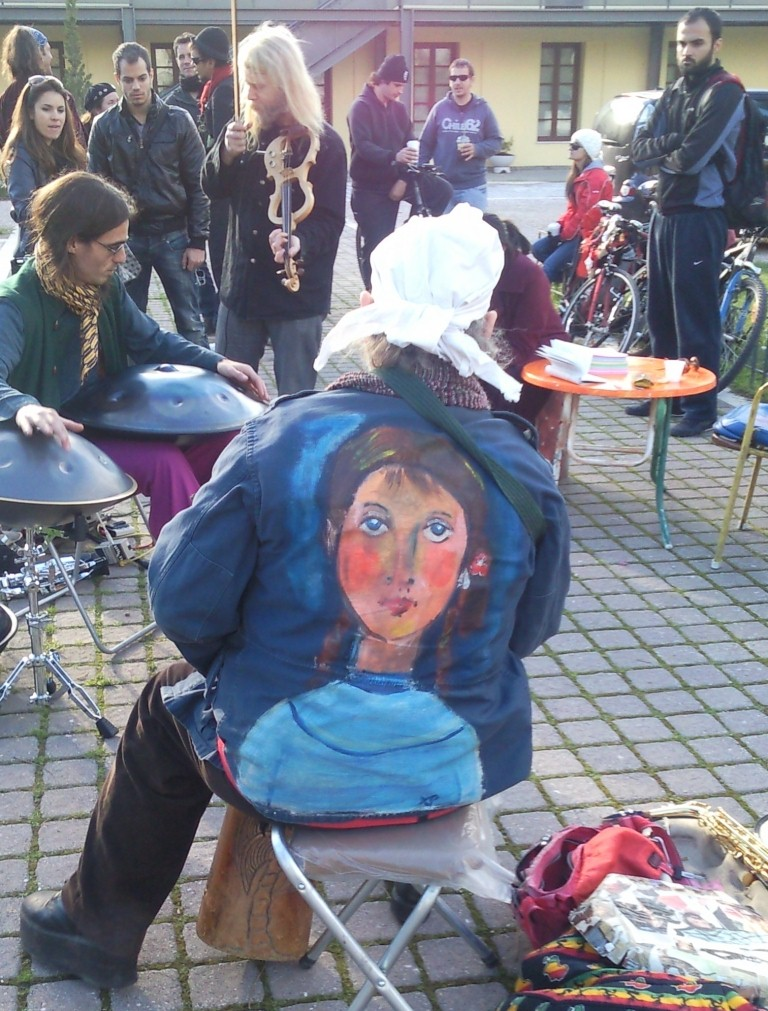
Fiesta y almuerzo en la calle
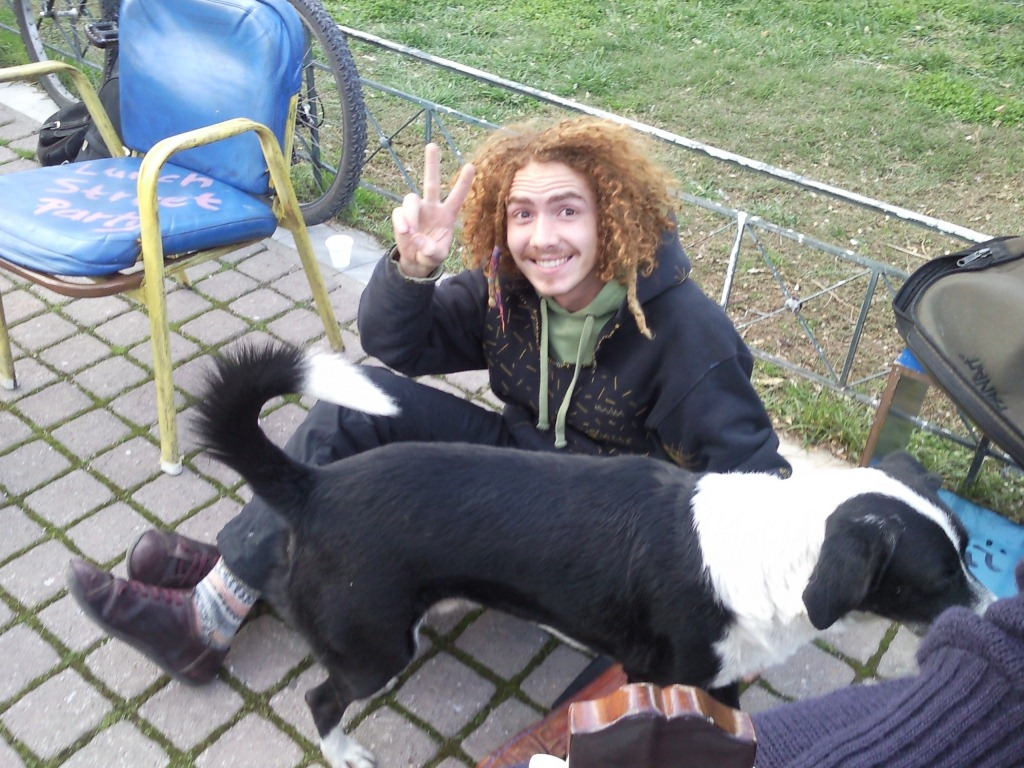
Fiesta y almuerzo en la calle
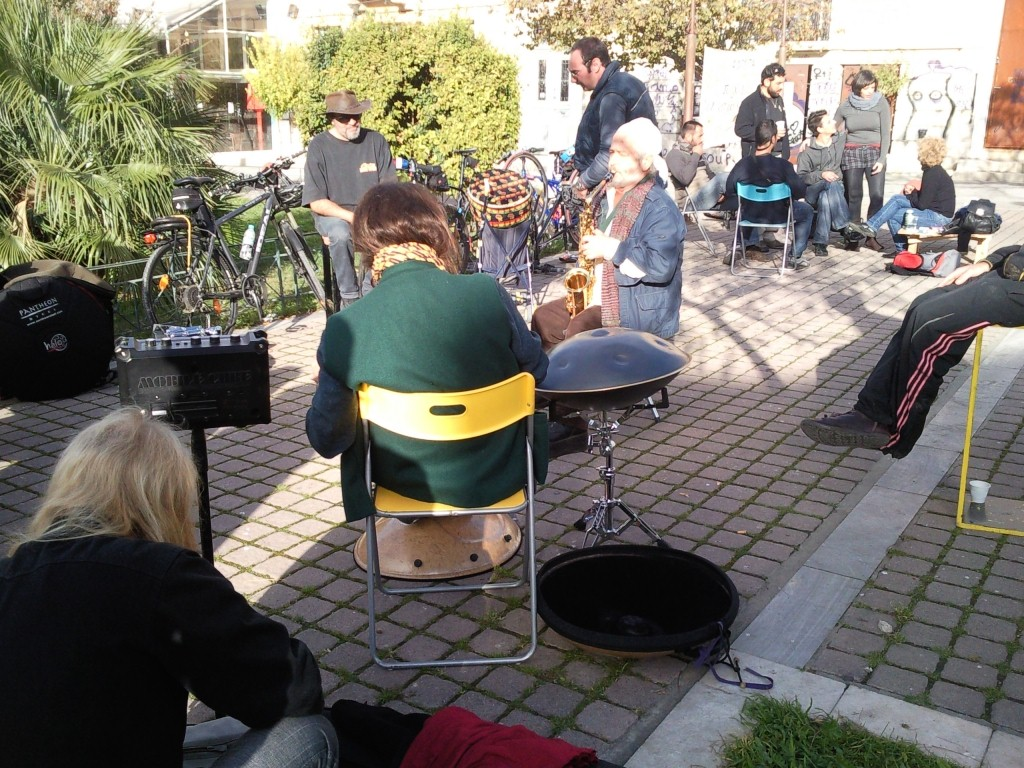
Fiesta y almuerzo en la calle
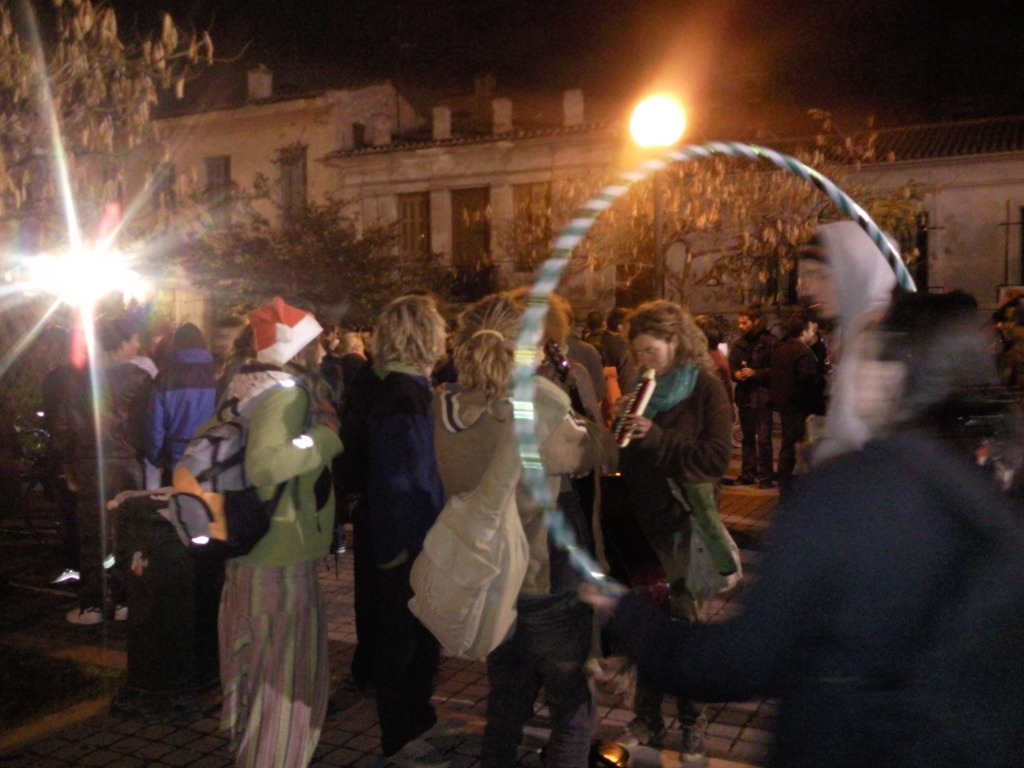
Festival
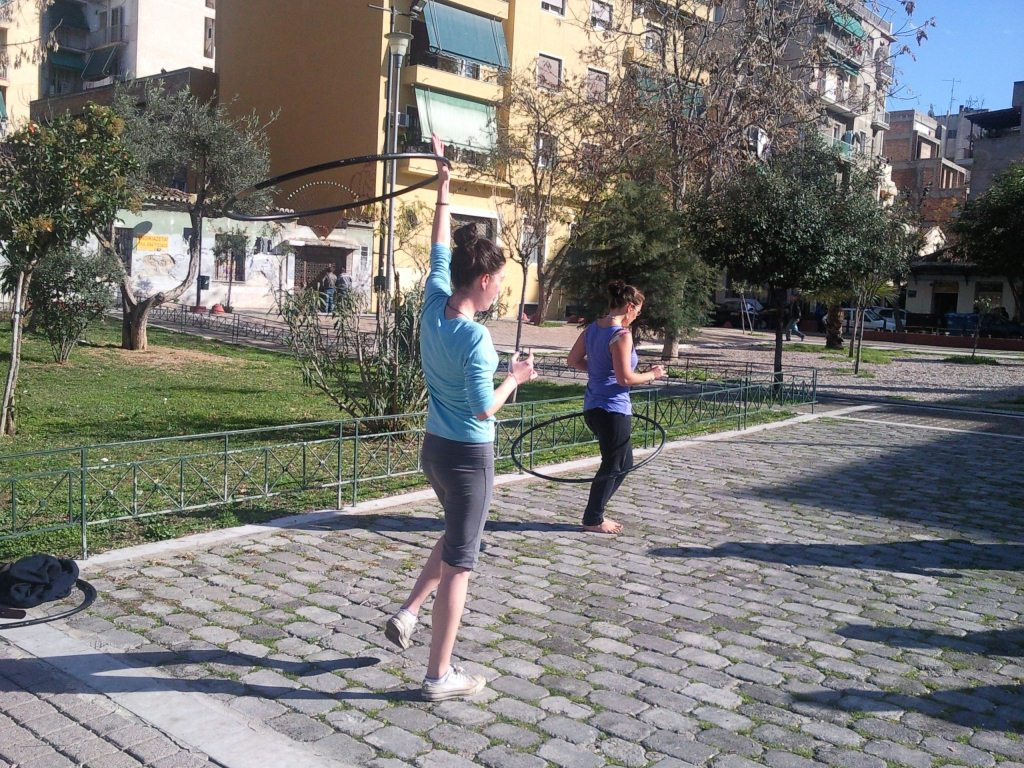
Hoola-hoopers
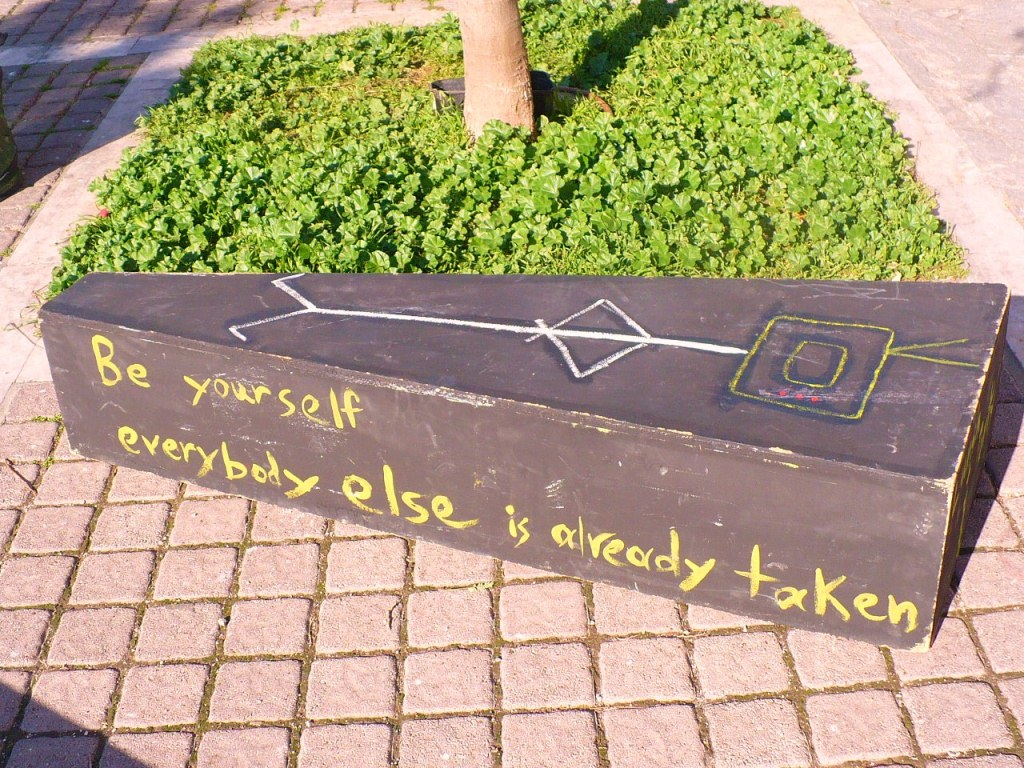
Arte hecho a mano
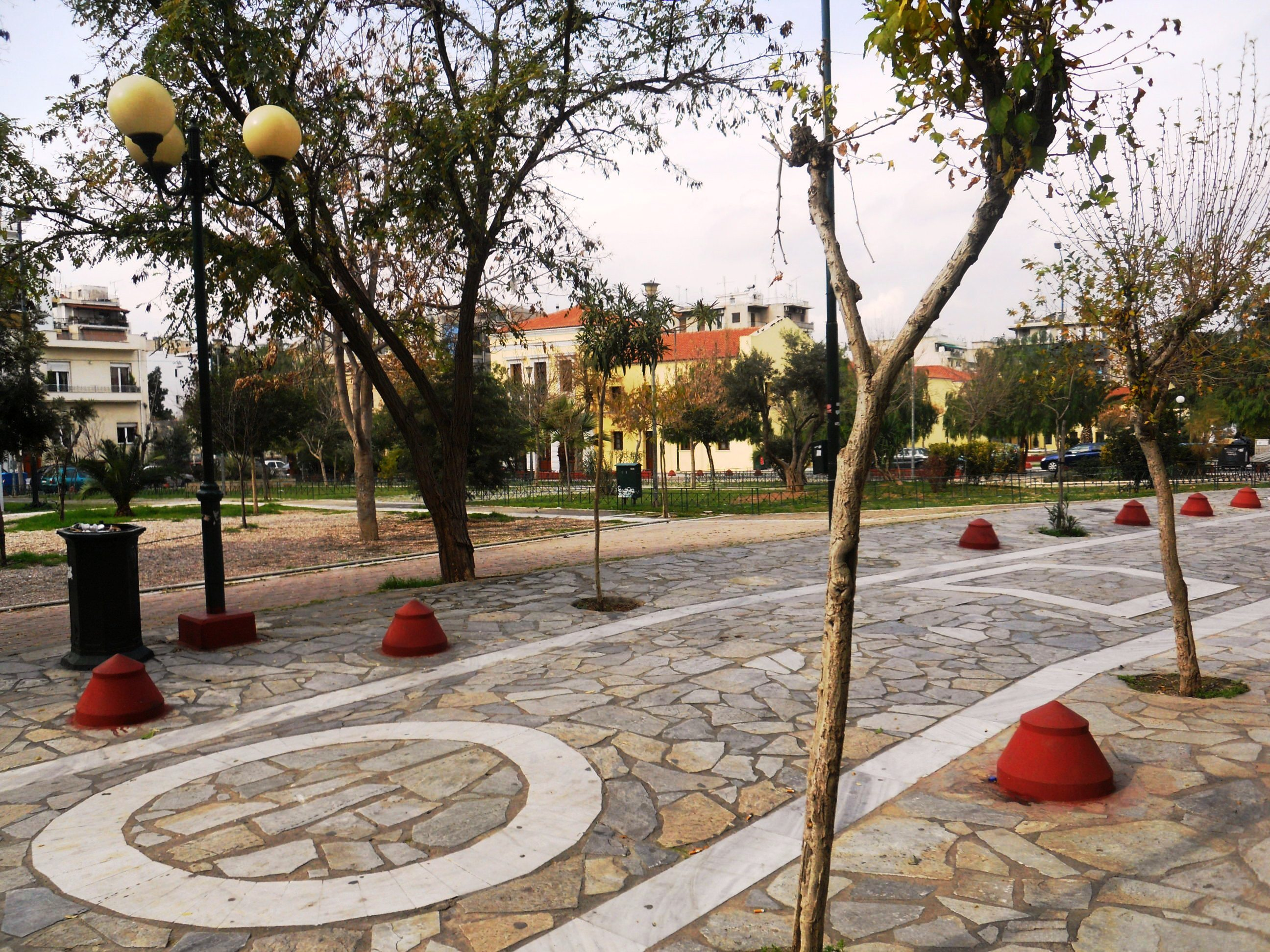
Parte de la plaza reformada